# Alfons Jordaan van Toulouse
Alfons Jordaan van Toulouse (Frans: Alphonse Jourdain, Tripoli, 1103 - Caesarea, eind april 1148) was graaf van Toulouse en markgraaf van Provence. Het graafschap Toulouse was deel van het koninkrijk Frankrijk, terwijl het markgraafschap Provence deel was van het Heilige Roomse Rijk.

## Levensloop
Alfons Jordaan was de tweede zoon van graaf Raymond IV van Toulouse en diens derde echtgenote Elvira van Castilië. Hij werd geboren in het Heilige Land, meer bepaald in de kruisvaardersburcht Mons Peregrinus. Alfons Jordaan werd gedoopt in de Jordaan, wat de verklaring is van zijn bijnaam. 
In 1105 overleed zijn vader, waarna Alfons Jordaan het graafschap Tripoli erfde en in Libanon bleef onder het toezicht van zijn verwant Willem II van Cerdagne. In 1108 werd hij dan terug naar Toulouse gebracht, waar Alfons erkend werd als graaf van Toulouse. Zijn oudere halfbroer Bertrand werd hierdoor aan de kant geschoven als graaf, want er werd namelijk aan Bertrands legitimiteit getwijfeld en in de plaats kreeg Bertrand het graafschap Tripoli. Hij kreeg een opvoeding waarin hij bekwaamd werd in de krijgskunsten.
In 1113 verloor Alfons Jordaan Toulouse aan zijn neef Willem IX van Aquitanië, die via zijn vrouw Philippa (een dochter van graaf Willem IV van Toulouse) het recht op het graafschap Toulouse opeiste. In 1119 slaagde hij er uiteindelijk in om een deel van zijn graafschap terug te winnen, maar het zou tot in 1123 duren voordat Alfons Jordaan zijn volledige graafschap terug in handen had. Omdat Alfons Jordaan tijdens de oorlog de monniken van Saint-Gilles, die tegenstanders van hem waren, had verdreven, werd hij door paus Calixtus II geëxcommuniceerd. In 1125 en opnieuw in 1140 ging hij op bedevaart naar Santiago de Compostella.

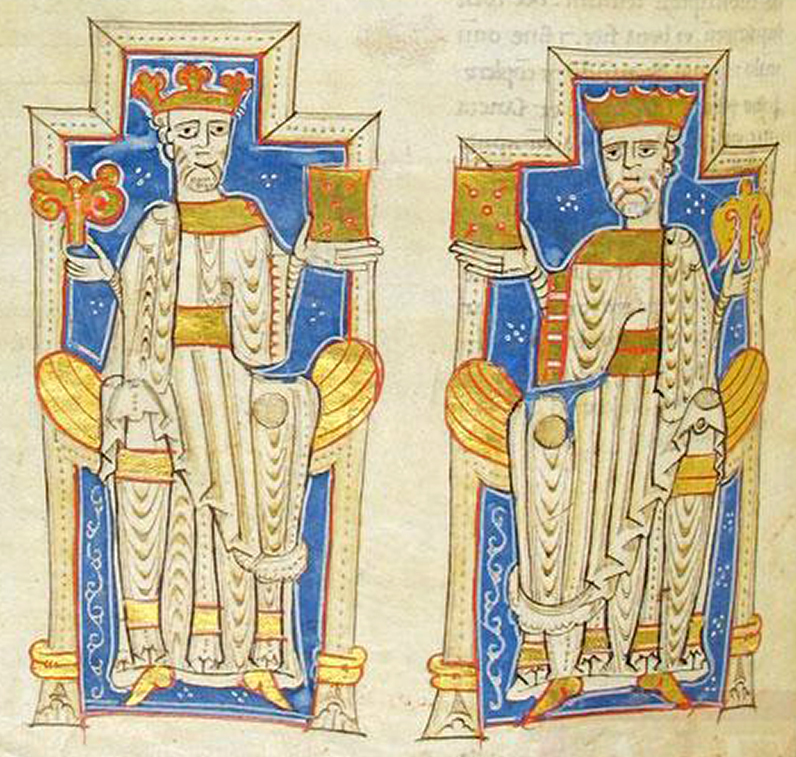
Raymond Berengarius III van Barcelona (links) en Alfons Jordaan van Toulouse (rechts), Liber Feudorum Maior

Daarna streed Alfons Jordaan met graaf Raymond Berengarius III van Barcelona om de soevereiniteit van het graafschap Provence, wat uiteindelijk in september 1125 opgelost geraakte met een vriendschappelijke overeenkomst. In de verdeling van 1125 kreeg Alfons Jordaan het deel van de Provence ten noorden van de rivier Durance (markiezaat of markgraafschap Provence), terwijl Raymond Berengarius III het zuiden kreeg. Hierbij werd Alfons Jordaan de belangrijkste machthebber over de regio's tussen de Pyreneeën en de Alpen en tussen de Auvergnestreek en de Middellandse Zee. Zijn gebied strekte zich uit zowel in het koninkrijk Frankrijk als het Heilige Roomse Rijk. In 1134 veroverde hij eveneens het burggraafschap Narbonne, wat hij in 1143 aan burggravin Irmengard teruggaf. 
Toen hij zich met de rebellen in Montpellier tegen de adel verbond, kwam hij opnieuw in conflict met de kerk en werd hij voor de tweede maal geëxcommuniceerd. Als straf moest hij in 1146 op een door koning Lodewijk VII van Frankrijk uitgeroepen vergadering in Vézelay zweren dat hij aan een kruistocht zou deelnemen. In aanloop naar deze kruistocht regelde hij zijn zaken. Hij schonk aan de abt van de Abdij van Montauriol bij Montauban de helft van zijn heerlijke rechten over die stad. Alfons Jordaan had in 1144 Montauban gesticht als bastide en leefde sindsdien in onmin met de abt van Montauriol die eigendomsrechten over de stad opeiste. 
In augustus 1147 begaf hij zich tijdens de Tweede Kruistocht per schip naar het oosten. Hij overwinterde in Zuid-Italië waarna hij op 25 april 1148 aankwam in Akko. Korte tijd later overleed hij in Caesarea, mogelijks omdat hij vergiftigd werd. Waarschijnlijk zou die vergiftiging dan in opdracht geweest zijn van graaf Raymond II van Tripoli, die ook aanspraak maakte op het graafschap Toulouse. 

## Huwelijk en nakomelingen
Rond het jaar 1125 huwde hij met Faydiva d'Uzès. Zij kregen volgende kinderen:
- Raymond V (1134-1194), graaf van Toulouse
- Alfons (overleden na 1175)
- Faydiva (overleden in 1154), huwde met graaf Humbert III van Savoye
- Agnes (overleden voor 1187)

Daarnaast had hij een aantal buitenechtelijke kinderen, o.a. een zoon Bertrand en twee dochters, x en een Laurence, latere echtgenote van Bernard III van Comminges.

## Voorouders
| Voorouders van Alfons Jordaan van Toulouse | Voorouders van Alfons Jordaan van Toulouse                            | Voorouders van Alfons Jordaan van Toulouse                            | Voorouders van Alfons Jordaan van Toulouse                            | Voorouders van Alfons Jordaan van Toulouse                            | Voorouders van Alfons Jordaan van Toulouse                            | Voorouders van Alfons Jordaan van Toulouse                            | Voorouders van Alfons Jordaan van Toulouse                            | Voorouders van Alfons Jordaan van Toulouse                            |
| ------------------------------------------ | --------------------------------------------------------------------- | --------------------------------------------------------------------- | --------------------------------------------------------------------- | --------------------------------------------------------------------- | --------------------------------------------------------------------- | --------------------------------------------------------------------- | --------------------------------------------------------------------- | --------------------------------------------------------------------- |
| Overgrootouders                            | Willem III van Toulouse (969-1037) ∞ Emma van Provence (~975-na 1063) | Willem III van Toulouse (969-1037) ∞ Emma van Provence (~975-na 1063) | Bernard I van La Marche (-1039) ∞ Amalia (-)                          | Bernard I van La Marche (-1039) ∞ Amalia (-)                          | Ferdinand I van León (1016-1065) ∞ Sancha van León (1013-1067)        | Ferdinand I van León (1016-1065) ∞ Sancha van León (1013-1067)        | ? (-) ∞ ? (-)                                                         | ? (-) ∞ ? (-)                                                         |
| Grootouders                                | Pons van Toulouse (998-1060) ∞ Almodis van La Marche (~1020-1071)     | Pons van Toulouse (998-1060) ∞ Almodis van La Marche (~1020-1071)     | Pons van Toulouse (998-1060) ∞ Almodis van La Marche (~1020-1071)     | Pons van Toulouse (998-1060) ∞ Almodis van La Marche (~1020-1071)     | Alfons VI van León (1040-1109) ∞ Jimena Muñoz (-)                     | Alfons VI van León (1040-1109) ∞ Jimena Muñoz (-)                     | Alfons VI van León (1040-1109) ∞ Jimena Muñoz (-)                     | Alfons VI van León (1040-1109) ∞ Jimena Muñoz (-)                     |
| Ouders                                     | Raymond IV van Toulouse (1041-1105) ∞ Elvira van Castilië (1080-1151) | Raymond IV van Toulouse (1041-1105) ∞ Elvira van Castilië (1080-1151) | Raymond IV van Toulouse (1041-1105) ∞ Elvira van Castilië (1080-1151) | Raymond IV van Toulouse (1041-1105) ∞ Elvira van Castilië (1080-1151) | Raymond IV van Toulouse (1041-1105) ∞ Elvira van Castilië (1080-1151) | Raymond IV van Toulouse (1041-1105) ∞ Elvira van Castilië (1080-1151) | Raymond IV van Toulouse (1041-1105) ∞ Elvira van Castilië (1080-1151) | Raymond IV van Toulouse (1041-1105) ∞ Elvira van Castilië (1080-1151) |